# Solanell
Solanell és un nucli de població del municipi de Montferrer i Castellbò i de l'entitat municipal descentralitzada Vila i Vall de Castellbò, a l'Alt Urgell. El 1889 havia arribat als 180 habitants, l'any 1950 n'hi havia 38 i el 1970 en quedaven 8. A partir de l'any 1973 ja no hi vivia ningú, però a partir del 2012 viuen quatre persones durant tot l'any, gràcies al projecte Reviure Solanell. Aquest projecte ha fet que al poble hi torni l'electricitat.
Pujant per la carretera des de Castellbò es troba, damunt el barranc de Solanell, la Casa d'Algons, que té una capella dedicada a la Mare de Déu del Roser, després la carretera s'enfila fins als 1.219 metres d'altitud, on hi ha el poble de Solanell.
Segons l'acta de consagració de la Catedral d'Urgell, presideix el nucli l'església de Sant Julià, antiga parròquia, un edifici del segle xviii amb campanar de torre. Té també les ruïnes d'una capella dedicada a Sant Domènec. Encara es pot reconèixer el vell camí medieval que anava de Solanell a Albet i que unia tots els pobles de la part alta de la vall de Castellbò. El camí és en part excavat a la roca. Damunt de Solanell es troba el Mas d'en Pere.
El poble de Solanell és conegut a més per la popular cançó del Gall Negre, prohibida sota el franquisme, per manca de respecte per al clergat, amb lletra de Pere Cases i Julià, conegut com l'Agustinet de Pallerols i per l'església de Sant Julià. També apareix a les Coples del senyor Payrot, de mitjans del segle xix:
| « | [El senyor Payrot] Ha plantat la fortalesa al Poble de Santa Creu, defensant aquella plassa Six, Aubet y Sant Andreu. A Sendes y Solanell la digo digo, a Sendes y Solanell diuhen de patir són vells. [...]. | » |

## Història
El primer esment escrit data del 839. En el cens del 1857 hi apareixien 107 veïns. A mitjans del segle xx l'èxode rural va començar. Un segle després, el 1960, hi vivien 26 persones i l'any 1970 ja només en quedaven vuit, i uns anys més tard, els darreres habitants van morir o van marxar. Només en queden cases enrunades i una església romànica. Tan sols a l'Alt Urgell hi ha una trentena de pobles, segons un informe que en el seu moment van elaborar el Centre d'Estudis del Pallars, el Grup d'Opinió de Cerdanya, l'Ateneu Urgellenc i els Grups de l'Alt Pirineu, sota el nom de “La veritable Catalunya agonitza”. Paradoxalment, es comenta que els habitants de Solanell van abandonar el poble quan va arribar el corrent elèctric.
Des del 2010 va començar el projecte de rehabilitació del poble encara abandonat, una iniciativa de l'arquitecte tarragoní Saül Garreta Puig, que va comprar tres terços del poble quaranta anys després de l'abandonament. L'agost del 2010 es van iniciar les obres del camí d'accés indispensables per a la reconstrucció. El 2013 ja comptava amb tres famílies i es va començar l'obra d'un alberg, que es dirà El Gall Negre, per dinamitzar el poble i poder acollir futurs visitants, que el 2015 quedava quasi acabat. També s'han tornat a plantar vinyes recuperades originals de Solanell i s'organitzen cursos d'apicultura, i es continua cercant col·laboracions amb entitats per tal d'animar el poble.